# Alcyonidium pelagosphaerum
Alcyonidium pelagosphaerum är en mossdjursart som beskrevs av Porter och Hayward 2004. Alcyonidium pelagosphaerum ingår i släktet Alcyonidium och familjen Alcyonidiidae. Inga underarter finns listade i Catalogue of Life.